# 국조 (일본)

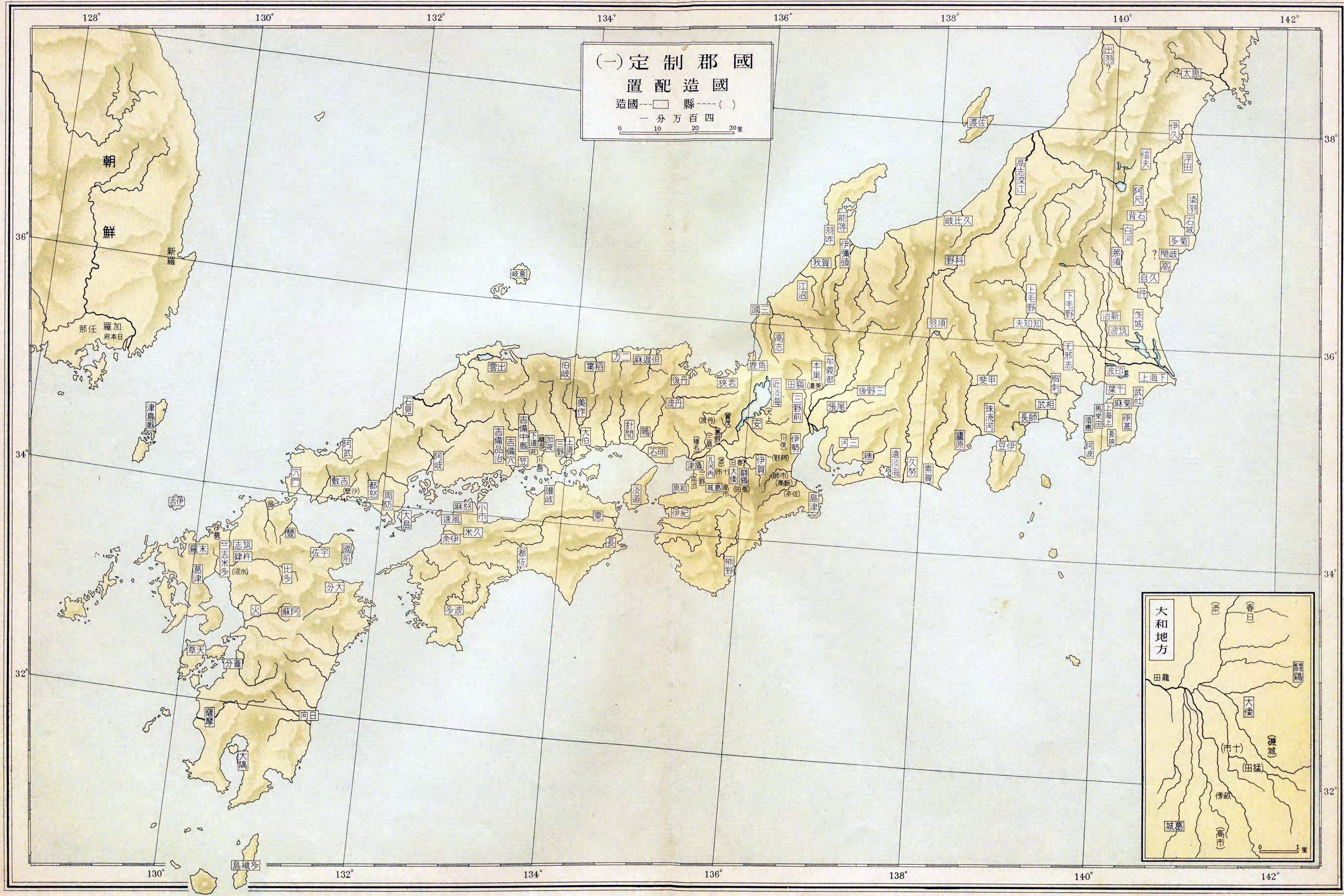
국조 배치도

국조(國造, 일본어: くにのみやつこ 쿠니노미야츠코[*])는 고대 일본의 지방행정기구에서 예전부터 전해져내려오던 씨성제도를 바탕으로 지방을 다스리는 관직의 일종, 혹은 그 관직에 오른 사람이다. 야마토 정권이 국(國)을 행정 단위로 인정하고, 그 장으로 국조를 인정하였다.
고훈 시대부터 이어진 지방을 지배하는 지방호족이 국조로 임명되어 예전과 마찬가지로 그 국의 군사권(국조군), 행정권, 재판권 등을 가지고 있었다. 다만 야마토 정권에 복종의 의사를 보인 뒤에 수여받는 것으로 바뀌었다.
다이카 개신과 율령제 개시 이후에는 이들이 직접적인 지배권을 가지지 않고, 주로 제사를 주관하는 세습제의 명예직이 되었다. 이를 율령국조(律令國造)라 한다. 율령제에 의해 그때까지의 지방 호족은 지방관인 군사(郡司)가 되었는데 구래의 씨성제가 율령제를 뒷받침한 것으로 볼 수 있다. 또 그 일족은 사병을 거느리거나 말을 길렀다. 헤이안 시대 초기에는 이들이 몰락하여 서서히 새로운 지방 유력층으로 대체되어갔다.

## 개요
야마토 정권의 행정 구분 중 하나인 국(國)의 장을 의미하는데, 이 국의 범위는 율령국 이전의 구분이기 때문에 명확하지 않다. 다만 지역의 호족들이 지배하던 영역이 국가로 취급되었을 것으로 여겨진다. 유력한 호족들이 조정으로 파견되거나 귀순하여 국조에 임명되었고, 그 중 상당수가 인교 천황대에 오미(臣)·무라지(連)·키미(君/公)·아타이(直/凡直) 등의 카바네(姓)를 하사받았다. 야마토 정권에 직접 통제되는 현주(縣主)와 달리, 이들은 군사권·재판권 등 넓은 범위에서 자치권을 인정받았다.
기록에 따르면, 국조를 처음 설치한 것은 진무 천황으로 유추되며, 이후 야마토 정권이 세력을 확장하기 시작한 스진 천황대에 사도장군의 원정 루트를 따라 본격적으로 국이 설치되기 시작했다. 그 후에도 게이코 천황대에 천황의 서국원정과 야마토타케루의 동국원정에 맞추어 각지에 국이 설치되었다. 다음대 세이무 천황에 단번에 국조의 설치가 이루어졌다고 전한다. 이러한 국조의 설치에 대한 상세한 내용은 《선대구사본기》〈국조본기〉 및 《기키記紀》에 기록되어 있다. 그 후에도 뒤늦게 오진 천황이나 닌토쿠 천황때 분할되어 재배치된 국조도 있다.
치천하대왕이 국조에 임명한 성은 다음과 같다.
1. 기나이 및 주변 여러 나라의 직성(直姓) 국조
2. 기비와 이즈모의 신성(臣姓) 국조
3. 산요도의 일부와 난카이도의 범직성(凡直姓) 국조
4. 도카이도, 도산도의 명대(名代)의 반조성(伴造姓) 국조
5. 동쪽의 케메(毛野), 서쪽의 쓰쿠시, 도요, 히의 군성(君姓) 국조

이처럼 국조는 다양한 성으로 구성되었다.
국조는 각 국조의 조상신의 제사를 관장하고 부민과 둔창(미야케)을 관리하였다.국조들은 자녀를 사인이나 우네메(釆女)로 조정에 보냈으며, 기이국조나 카미츠케메국조 등과 같이 외교에 종사하기도 하였다. 또 쓰쿠시국조처럼 북큐슈를 세력하에 넣어 야마토 정권에 반항하는 경우, 쓰게국조처럼 해체된 국조도 존재한다.
국조 아래에 현이 있는 등 상당히 정비된 국현제가 있었다고 하는 견해도 있다. 그러나 율령제 이전의 지방 지배 실태는 국조제의 실태나 중소 호족과의 관계 등 불분명한 점이 많다.
국조는 고훈시대 내내 오랫동안 존속했지만, 6세기 말(추고 천황)부터 7세기 중기(고토쿠 천황)에 걸쳐 각지의 국조가 평독(評督)으로 변경되었고, 다이카 개신 이후 다이호 율령의 시행으로 평(評)이 군(郡)으로 대체되어 국조 중에는 군사(郡司)를 겸임한 사람도 있었다.
9세기에 성립된 것으로 여겨지는 《선대구사본기》〈국조본기〉 에는 전국 135개 국조의 설치 시기와 임명된 자들의 기록이 있다.

## 율령국조
다이카 개신 이후 국조의 구역인 국(國)은 정리·통합 혹은 분할되어 율령국으로 대체되었지만, 율령체제에서도 국조는 계속 이어졌는데 이를 율령국조(律令國造)라 한다. 주로 제사를 관장하는 세습제 명예직이 되었으며, 군사(郡司) 들 중 과거 국조의 후예인 이가 겸임하였다. 이들에게는 국조전(-田) 등이 지급되었다. 국조가 사라진 것은 8세기 후반 이후이다. 현대 학계에서는 씨성제하의 국조와 율령국조를 구별하기 위해 명

## 참고문헌
- 『國史大辭典』（吉川弘文館）国造項
- 오카와라 류이치(大川原竜一), 「大化以前の国造制の構造とその本質 -記紀の「国造」表記と『隋書』「軍尼」の考察を通して-」（『歴史学研究』829号、2007年）
- 시노카와 켄(篠川賢)・오카와라 류이치・스즈키 마사노부, 『国造制の研究―史料編・論考編―』（八木書店、2013年）
- 시노카와 켄, 『国造―大和政権と地方豪族』（中央公論新社、2021年）
- 마에다 료타로(間枝遼太郎) 「大祝本『神氏系図』・『阿蘇家略系譜』再考―再構成される諏訪の伝承―」（『国語国文研究』161号、2023年8月）
- 스즈키 마사노부(鈴木正信) 『日本古代の国造と地域支配』（八木書店、2023年）